# Festuca paniculata
Festuca paniculata là một loài thực vật có hoa trong họ Hòa thảo. Loài này được (L.) Schinz & Thell. mô tả khoa học đầu tiên năm 1913.